# デ・ヴィコ (小惑星)
デ・ヴィコ (20103 de Vico) は小惑星帯にある小惑星。イタリアのカヴェッツォでロドルフォ・カランカ(Rodolfo Calanca)が発見した。
54P/de Vico-Swift-NEATや122P/デ・ヴィコなど7つの彗星を発見したことで知られるイエズス会のフランチェスコ・デ・ヴィコに因んで名付けられた。彼は、1838年から1848年までローマのコッレージョ・ロマーノ天文台の台長を務めた。デ・ヴィコはマチェラータの町で生まれ、オッセルヴァトーリオ・ディ・モンテ・ダリア・ディ・セラペトローナは彼に捧げられたものである。